# Feltiella americana
Feltiella americana är en tvåvingeart som beskrevs av Ephraim Porter Felt 1916. Feltiella americana ingår i släktet Feltiella och familjen gallmyggor.
Artens utbredningsområde är New York. Inga underarter finns listade i Catalogue of Life.